# Antonio Pettigrew
Antonio Pettigrew (Macon (Georgia), 3 november 1967 – Chatham County (North Carolina) , 10 augustus 2010) was een Amerikaans sprinter. Hij werd olympisch kampioen en viermaal wereldkampioen. Hij was ook medebezitter van het wereldrecord op de 4 x 400 m estafette, maar wegens dopinggebruik werd dit record geschrapt.

## Biografie
Pettigrew behaalde in 1991 het eerste grote internationale succes van zijn sportcarrière. Op het WK in Tokio won hij de finale op de 400 m. Op de 4 x 400 m estafette kon hij als slotloper de Brit Kriss Akabusi niet bijhouden en moest hierdoor genoegen nemen met een zilveren medaille.
Nadat hij in 1995 op het WK op het estafettenummer slechts in de voorrondes had deelgenomen, maakte Pettigrew in 1997, 1999 en 2001 met succes deel uit van Amerikaanse estafetteploegen die tot de finale doordrongen. Het Amerikaanse viertal veroverde bij alle drie de gelegenheden de gouden medaille. Op 22 juli 1998 verbeterde hij met zijn Amerikaanse teamgenoten Jerome Young, Tyree Washington en Michael Johnson het wereldrecord op de 4 x 400 m estafette naar 2.54,20. Individueel op de 400 m eindigde hij deze WK's als 1997 (7e), 1999 (5e) en 2001 (4e).
Het grootste succes van zijn atletiekcarrière behaalde Pettigrew in 2000. Op de Olympische Spelen van Sydney won hij met zijn teamgenoten Alvin Harrison, Calvin Harrison en Michael Johnson een gouden medaille op de 4 x 400 m estafette. Met een tijd van 2.56,35 versloegen ze het Nigeriaanse team (zilver; 2.58,68) en het Jamaicaanse team (brons; 2.58,78).

## Doping
Later werden zowel Calvin Harrison als Alvin Harrison betrapt op het gebruik van doping en hun uitslagen geschrapt. Het Hof van Arbitrage voor Sport besloot echter dat de estafette-uitslag bleef gelden. Hiermee was het Amerikaanse dopingschandaal echter nog lang niet afgelopen. Op 20 mei 2008 gaf Pettigrew toe tijdens de Olympische Spelen van 2000 in Sydney zelf ook doping te hebben gebruikt. Hij besloot enkele dagen later, op 4 juni, zijn daar gehaalde gouden medaille in te leveren, evenals zijn andere medailles, waaronder de wereldtitels van 1997 en 1999 en 2001, die alle officieel uit de uitslagen werden geschrapt. Pettigrew gaf toe epo en groeihormonen te hebben gebruikt.

## Overlijden
Pettigrew werkte als assistent-trainer bij de Universiteit van North Carolina. Op 10 augustus 2010 maakte deze universiteit bekend, dat Pettigrew (42) dood in zijn auto was aangetroffen. Hij was op de achterbank gevonden, terwijl de auto was afgesloten. Pettigrew was getrouwd met Cassandra en laat een zoon na, Antonio jr.

## Titels
- Olympisch kampioen 4 x 400 m - 2000
- Wereldkampioen 400 m - 1991
- Wereldkampioen 4 x 400 m - 1997, 1999, 2001
- Amerikaans kampioen 400 m - 1989, 1991, 1994, 1997, 2001

## Persoonlijke records
| Onderdeel | Prestatie | Datum        | Plaats |
| --------- | --------- | ------------ | ------ |
| 100 m     | 10,42 s   | 1994         |        |
| 200 m     | 20,38 s   | 9 april 1994 | Durham |
| 300 m     | 32,33 s   | 1989         |        |
| 400 m     | 44,21 s   | 26 mei 1999  | Nassau |

## Palmares

### 400 m
- 1989: 5e Wereldbeker - 45,30 s
- 1991:  WK - 44,57 s
- 1994:  Grand Prix Finale - 45,26 s
- 1994:  Wereldbeker - 45,26 s
- 1997: 7e WK - 44,57 s
- 1998:  Goodwill Games - 44,78 s
- 1998: 5e Grand Prix Finale - 45,48 s
- 1999: 4e WK - 44,54 s
- 2000: 7e OS - 45,42 s
- 2000:  Grand Prix Finale - 45,37 s
- 2001: 4e WK - 44,99 s
- 2002: 6e Grand Prix Finale - 45,58 s

### 4 x 400 m
- 1991:  WK - 2.57,57
- 1997:  WK - 2.56,47
- 1998:  Wereldbeker - 2.59,28
- 1999:  WK - 2.56,45
- 2000:  OS - 2.56,35
- 2001:  WK - 2.57,54

1983 Bert Cameron ·
1987 Thomas Schönlebe ·
1991 Antonio Pettigrew ·
1993 Michael Johnson ·
1995 Michael Johnson ·
1997 Michael Johnson ·
1999 Michael Johnson ·
2001 Avard Moncur ·
2003 Jerome Young ·
2005 Jeremy Wariner ·
2007 Jeremy Wariner ·
2009 LaShawn Merritt ·
2011 Kirani James ·
2013 LaShawn Merritt ·
2015 Wayde van Niekerk ·
2017 Wayde van Niekerk ·
2019 Steven Gardiner ·
2022 Michael Norman ·
2023 Antonio Watson